# Markus Suttner
Markus Suttner (Hollabrunn, Austria, 16 de abril de 1987) es un exfutbolista austriaco que jugaba de defensa.

## Carrera

### Austria de Viena
Suttner ha realizado desde que es futbolista la mayoría de su carrera en el FK Austria Viena en el que comenzó jugando en el primer equipo en 2007. A partir de la temporada 2008-09, se convirtió en un futbolista importante en los esquemas del club austríaco. En la 2009-10 debutó en la Liga Europa, jugando 5 partidos. En la 2010-11 hizo sus primeros goles como jugador del Austria de Viena, haciendo dos goles a lo largo de la temporada. En su última temporada en el club austríaco jugó 33 partidos entre liga y copa.

### Ingolstadt
En verano de 2015 fichó por el F. C. Ingolstadt 04. Con el club alemán no jugó demasiados partidos en su primera temporada. En su segunda temporada ganó peso como jugador en su club y pudo estrenarse como goleador en el club alemán el 3 de diciembre de 2016 ante el SV Werder Bremen.

### Brighton
En verano de 2017, tras el descenso del F. C. Ingolstadt 04, fichó por el Brighton & Hove Albion inglés, un equipo recién ascendido a la Premier League.

## Selección nacional
Suttner es internacional con la selección de Austria sub-21 y la selección absoluta. Hizo su debut con la absoluta el 1 de junio de 2012 contra la selección de fútbol de Ucrania.

## Estadísticas
Actualizado al último partido disputado de su carrera.
| Austria de Viena · Austria | 1.ª           | 2008-09       | 22  | 0  | 2  | 0 | —  | — | 24  | 0  |
| Austria de Viena · Austria | 1.ª           | 2009-10       | 27  | 0  | 3  | 0 | 5  | 0 | 35  | 0  |
| Austria de Viena · Austria | 1.ª           | 2010-11       | 27  | 2  | 1  | 0 | 6  | 0 | 34  | 2  |
| Austria de Viena · Austria | 1.ª           | 2011-12       | 30  | 1  | 3  | 0 | 12 | 0 | 45  | 1  |
| Austria de Viena · Austria | 1.ª           | 2012-13       | 35  | 3  | 5  | 0 | —  | — | 40  | 3  |
| Austria de Viena · Austria | 1.ª           | 2013-14       | 35  | 2  | 2  | 0 | 9  | 0 | 46  | 2  |
| Austria de Viena · Austria | 1.ª           | 2014-15       | 31  | 1  | 5  | 0 | —  | — | 36  | 1  |
| F. C. Ingolstadt 04 · Alemania | 1.ª           | 2015-16       | 18  | 0  | 1  | 0 | —  | — | 19  | 0  |
| F. C. Ingolstadt 04 · Alemania | 1.ª           | 2016-17       | 31  | 4  | 2  | 0 | —  | — | 33  | 4  |
| F. C. Ingolstadt 04 · Alemania | Total club    | Total club    | 49  | 4  | 3  | 0 | 0  | 0 | 52  | 4  |
| Brighton & Hove Albion F. C. Inglaterra | 1.ª           | 2017-18       | 14  | 0  | 3  | 0 | —  | — | 17  | 0  |
| Brighton & Hove Albion F. C. Inglaterra | 1.ª           | 2018-19       | 0   | 0  | 1  | 0 | —  | — | 1   | 0  |
| Brighton & Hove Albion F. C. Inglaterra | Total club    | Total club    | 14  | 0  | 4  | 0 | 0  | 0 | 18  | 0  |
| Fortuna Düsseldorf · Alemania | 1.ª           | 2018-19       | 6   | 1  | 1  | 0 | —  | — | 7   | 1  |
| Fortuna Düsseldorf · Alemania | 1.ª           | 2019-20       | 21  | 0  | 1  | 0 | —  | — | 22  | 0  |
| Fortuna Düsseldorf · Alemania | Total club    | Total club    | 27  | 1  | 2  | 0 | 0  | 0 | 29  | 1  |
| Austria de Viena · Austria | 1.ª           | 2020-21       | 21  | 0  | 4  | 0 | —  | — | 25  | 0  |
| Austria de Viena · Austria | 1.ª           | 2021-22       | 29  | 1  | 2  | 0 | 2  | 0 | 33  | 1  |
| Austria de Viena · Austria | Total club    | Total club    | 257 | 10 | 27 | 0 | 34 | 0 | 318 | 10 |
| Total carrera | Total carrera | Total carrera | 347 | 15 | 36 | 0 | 34 | 0 | 417 | 15 |
| (1) Incluye datos de la Copa de Austria, la Copa de Alemania, la Copa de la Liga de Inglaterra y la FA Cup. (2) Incluye datos de la Liga de Campeones de la UEFA, Liga Europa de la UEFA y Liga Europa Conferencia de la UEFA. |               |               |     |    |    |   |    |   |     |    |

## Palmarés

### Títulos nacionales
| Título          | Club             | País    | Año     |
| --------------- | ---------------- | ------- | ------- |
| Copa de Austria | Austria de Viena | Austria | 2008-09 |
| Bundesliga      | Austria de Viena | Austria | 2012-13 |